# Jet astrophysique
Pour les articles homonymes, voir Jet.

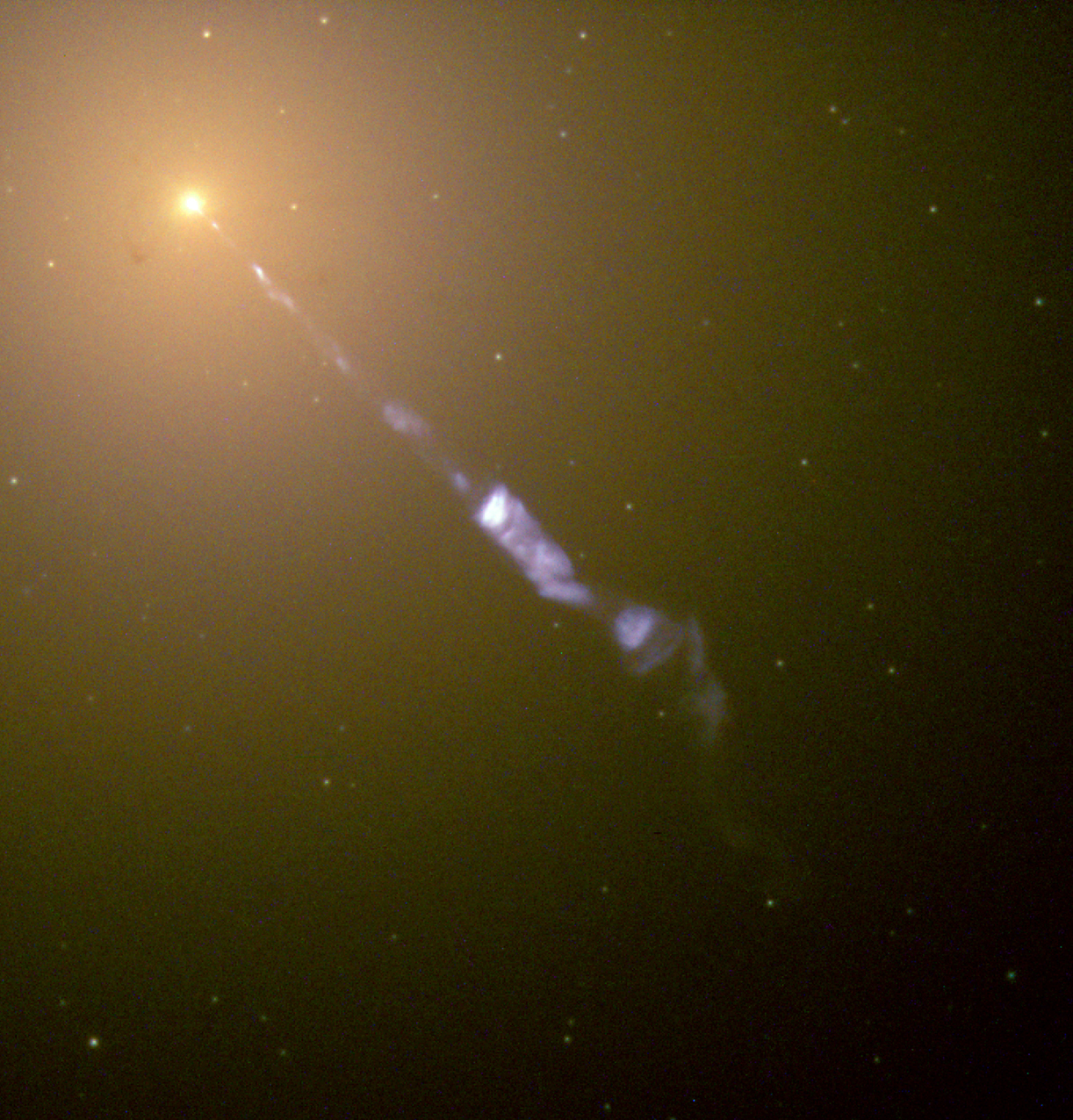
Le jet émis depuis le centre de la galaxie M87 résulte probablement de la présence d’un trou noir supermassif dont la masse est estimée à 3 milliards de masses solaires.

En astrophysique, un jet est un flux collimaté de matière éjecté par un objet céleste. Les jets peuvent être émis par divers objets astronomiques :
- des trous noirs supermassifs dans le cas des centres de noyau actif de galaxie ;
- des trous noirs stellaires dans le cas des microquasars ;
- des étoiles à neutrons dans le cas de certaines binaires X ;
- des disques protoplanétaires dans les cas d'objets stellaires jeunes ;
- des naines blanches dans le cas d'étoiles symbiotiques et de sources de rayons X super-mous (en).

## Mécanisme
Les jets sont souvent associés aux disques d'accrétion dans des structures magnétiques d'accrétion-éjection dont les propriétés et le fonctionnement font encore l'objet de controverses. Les jets nécessitent un « moteur » qui éjecte la matière et un processus collimateur ; la plupart des auteurs s'accordent sur le rôle important du champ magnétique,,,.

## Objets concernés

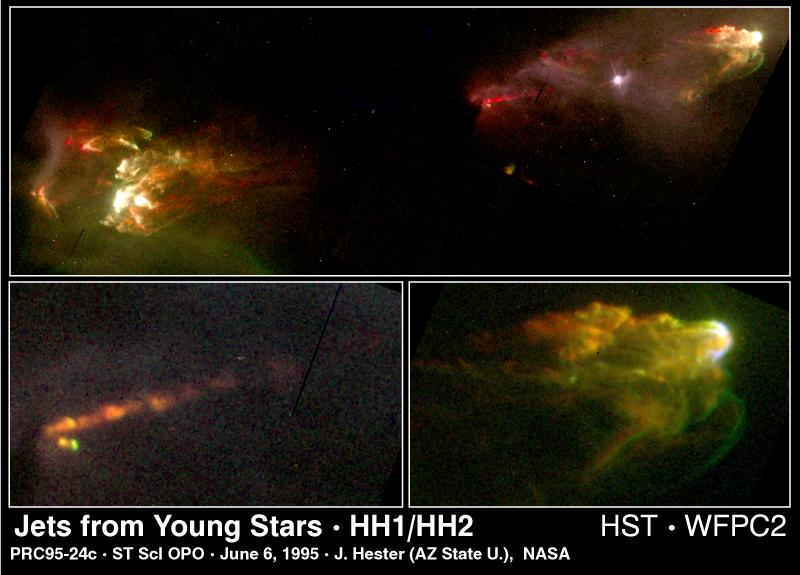
Les objets Herbig-Haro HH1 et HH2 sont le produit d'un choc d'un jet (issu d'une étoile jeune) avec le milieu interstellaire.

En physique galactique, on trouve les jets parmi un certain nombre d'étoiles jeunes ainsi qu'autour de trous noirs stellaires. En extragalactique sont concernés les noyaux actifs de galaxies (NAG) et les microquasars ; dans ces deux cas un trou noir est l'objet compact à l'origine de l'éjection.
Lorsqu'ils sont associés à un trou noir central, ils sont souvent relativistes et peuvent atteindre plusieurs millions d'années-lumière. Par effet de perspective ils peuvent alors donner l'illusion de se déplacer plus vite que la lumière (contrairement à ce que prédit la relativité restreinte, qui stipule que la matière ne peut dépasser la vitesse de la lumière dans le vide), mais il s'agit en fait d'une illusion d'optique. Ces jets sont cependant qualifiés de supraluminiques.
Les jets peuvent provoquer des chocs dans le milieu interstellaire car ils possèdent généralement une vitesse supersonique. La plupart des objets Herbig-Haro sont des structures associées aux jets provenant des étoiles jeunes et sont interprétées comme des chocs.